# Fédération Anarchiste
La Fédération anarchiste (Federación Anarquista) es una organización federal anarquista con presencia en Francia y en Bélgica, suele ser llamada extraoficialmente "Federación Anarquista Francófona" por el idioma predominantemente usado en ambos países. Está federada y es miembro fundador de la Internacional de Federaciones Anarquistas (IFA) desde 1968.

## Historia
En 1945 tiene lugar el congreso de fundación de la Federación Anarquista reuniendo militantes venidos de las dos principales organizaciones de período anterior a la guerra: la Union Anarchiste (UA) y la Fédération Anarchiste de Langue Française (FAF). Los partidarios de una organización estructurada constituyen en 1949 Organisation Pensée Bataille (OPB), comandada por George Fontenis. En el congreso de París de 1953 se decide el cambio de nombre de FA a Federación Comunista Libertaria (FCL). Paralelamente, el mismo año, una nueva Federación Anarquista es construida entre los partidarios de la síntesis de Sebastián Faure y militantes obreristas, partidarios de una organización federal. 
En los años setenta, sus principios evolucionarán hacia una amalgama entre la síntesis de Volin y algunas ideas plataformistas. Entre los militantes conocidos que pasaron por sus filas se encuentran André Bretón, Albert Camus y Daniel Cohn-Bendit.

## En la actualidad
Actualmente, la FA defiende un anarquismo pluralista, en el cual se expresen los diferentes anarquismos cohabitando sobre la base de los principios organizacionales, el federalismo y el apoyo mutuo. Así las tendencias se difuminan y la inmensa mayoría de los individuos se declaran simplemente anarquistas sin adjetivo.
La Federación Anarquista Francófona está constituida por una sesentena de grupos en Francia y en Bélgica. Teniendo por tanto una red bastante densa y regular en el conjunto del territorio. Es la organización anarquista francesa más estructurada.
Publica un periódico semanal, El mundo libertario con una tirada de 10 000 ejemplares. También tiene en funcionamiento una emisora de radio desde 1981 (Radio Libertaire), que emite en la región parisina y por internet. 
En el congreso de junio de 2002, hubo una crisis interna de la que resultó la desfederación de los grupos del Sudoeste, reorganizados posteriormente en Coordination des groupes anarchistes (CGA). En ese mismo congreso la FA confirmó una moción de apertura, de solidaridad y de intercambio con otras organizaciones libertarias.
Esta unidad de acción de los libertarios se plasmó en las movilizaciones contra la cumbre del G8 en Evian, con la participación conjunta en la "Convergencia de las luchas antiautoritarias y anticapitalistas " (CLAAAC) de diferentes organizaciones del movimiento libertario como: Alternative Libertaire (AL), Federación anarquista (FA), No Pasaran, Coordination des groupes anarchistes (CGA), Organización comunista libertaria (OCL) y la CNT francesa.